# Deutsche Besiedlung Amerikas

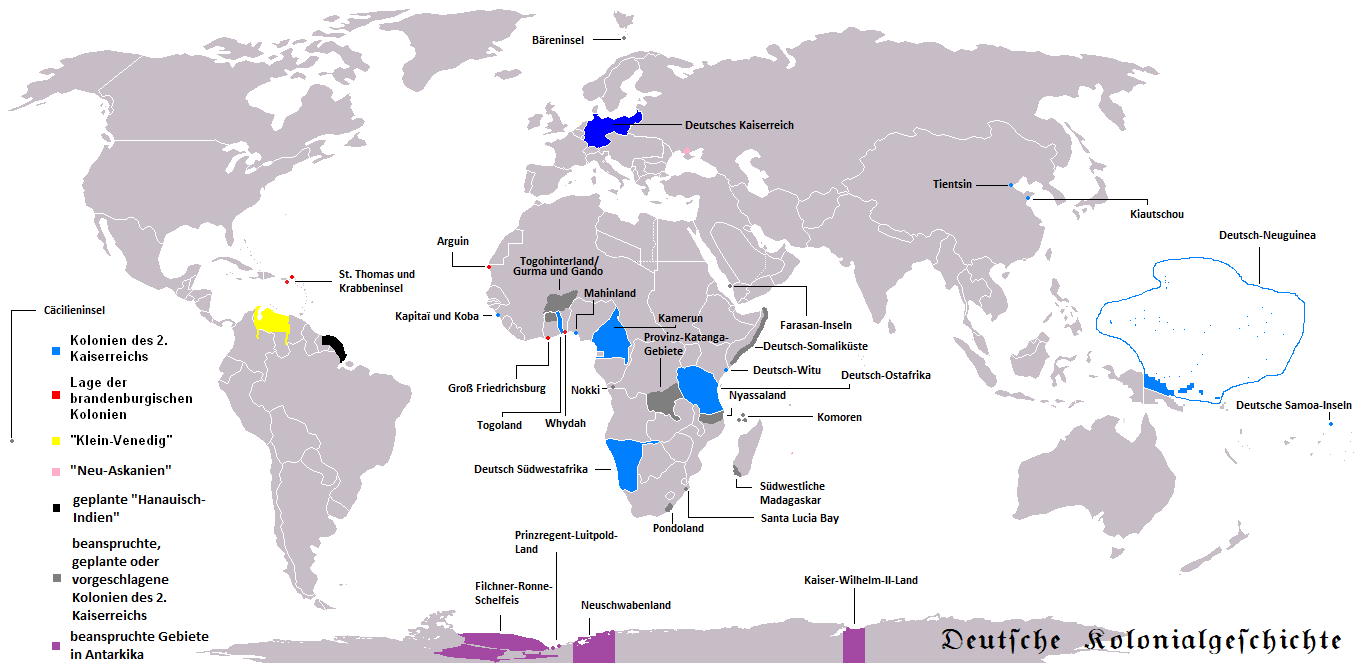
Auf dieser Karte der deutschen Kolonien sind
Klein-Venedig gelb und die preußischen Kolonien rot markiert, von denen einige in der Karibik liegen.

Die deutsche Besiedlung Amerikas besteht aus  Versuchen der Errichtung abhängiger Kolonien in Venezuela (Klein-Venedig) und auf Tobago, sowie etlichen Versuchen, dort geschlossene deutsche Siedlungen zu errichten.

## Geschichte deutscher Siedlungen in einzelnen Staaten und Regionen Amerikas
Deutsche sind über Jahrhunderte hinweg in wohl alle heutigen Staaten Amerikas eingewandert. In etlichen Fällen handelte es sich um organisierte Versuche  der Gründung geschlossener deutscher  Siedlungen. Im Folgenden einige Beispiele.

### Die Welserkolonie in Venezuela
siehe Hauptartikel Klein-Venedig
Der habsburgische König Karl V. verpfändete 1528 Venezuela an die Augsburger Bankiersfamilie von Anton und Bartholomäus Welser. Diese Rechte wurden von Heinrich Ehinger und Hieronymus Sailer, unabhängigen Agenten der Welser, ausgehandelt. 1531 erlangten die Welser das entsprechende Privileg. Ein Kolonisierungsplan wurde aufgestellt und Ambrosius Ehinger zum Gouverneur bestimmt. 
Er verließ Sevilla am 7. Oktober 1528 zusammen mit dem Spanier García de Lerma und 281 Siedlern. In Santo Domingo verließ die Gruppe de Lerma mit 50 Begleitern für seine Mission in Santa Marta, wo er die spanische Herrschaft wiederherstellen sollte, nachdem dort der Gouverneur ermordet worden war. Ehinger und die anderen zogen weiter an die venezolanische Küste und landeten am 24. Februar 1529 in Santa Ana de Coro. Von dort erforschte Ehinger das Hinterland auf der Suche nach der sagenhaften goldenen Stadt Eldorado. 
Andere deutsche Gouverneure folgten: Nikolaus Federmann, Georg von Speyer und Philipp von Hutten, die allerdings vor allem nach Gold suchten. Federmann überquerte die Anden nach Santa Fe de Bogotá, wo er und Sebastián de Belalcázar um die ursprünglichen Ansprüche von Gonzalo Jiménez de Quesada auf diese Provinz stritten. Deutsche Bergleute wurden angeworben. Dazu kamen rund 4.000 afrikanische Sklaven, die auf Zuckerrohrplantagen arbeiten mussten. 1541 kam es jedoch zum Streit mit Spanien und 1556 wurde den Bankiers die Kontrolle über die Kolonie entzogen. Viele der deutschen Siedler starben an Tropenkrankheiten oder durch Kämpfe gegen Einheimische bei den häufigen Reisen in das indianische Gebiet.

### Die kurbrandenburgische Kolonie St. Thomas
Die Brandenburgisch-Afrikanische Compagnie pachtete von 1685 bis 1693 einen Teil der karibischen Insel St. Thomas von Dänemark.

### Kurland und Semgallen
siehe Hauptartikel Kurländische Kolonialgeschichte
Gleichzeitig unternahm das deutsch beherrschte Herzogtum Kurland und Semgallen zwei Versuche eine Kolonie auf Tobago zu gründen, beide Siedlungen bestanden jeweils nur kurzzeitig.

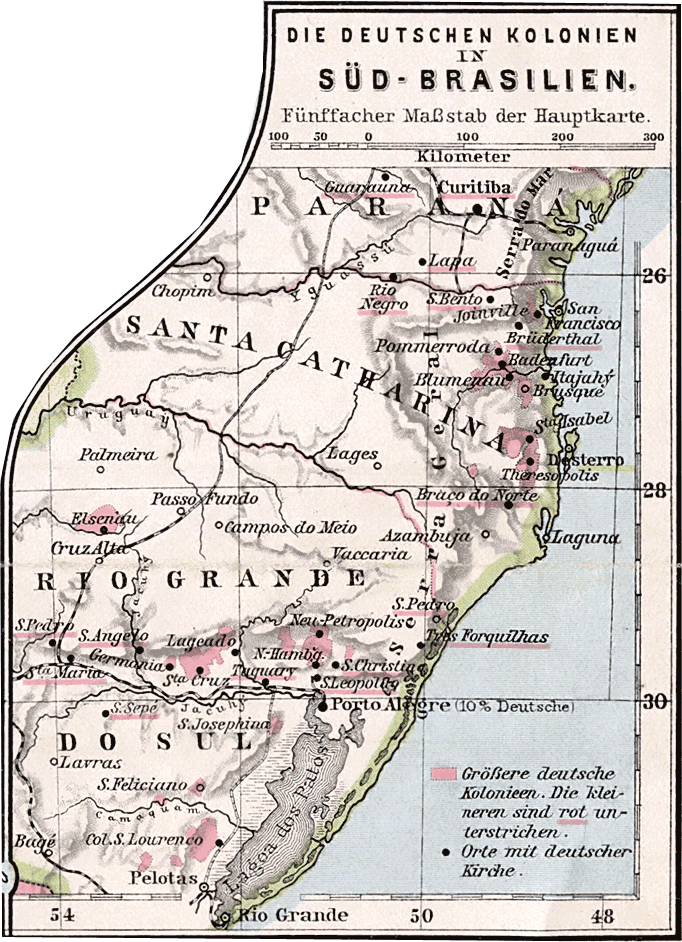
Deutsche Besiedlung in Südbrasilien. Wichtige Plätze sind rot markiert. Die schwarzen Punkte markieren Städte mit deutschen Kirchen.

### Brasilien
Siehe Hauptartikel Deutsche Einwanderung in Brasilien
Etwa 10 % der Brasilianer haben deutsche Vorfahren, etliche Orte in Brasilien entstanden als Gründungen deutscher Siedler. Noch heute ist z. B. in Südbrasilien Riograndenser Hunsrückisch eine verbreitete Minderheitensprache.

### Guatemala
Präsident Justo Rufino Barrios Auyón (1873–1885) förderte die Ansiedelung deutscher Bauern und stattete sie mit etlichen Privilegien aus, wobei es auch zu Enteignungen einheimischer Bauern kam, die zwangsläufig in die Dienste ihrer deutschen Herren treten mussten. Bis 1890 befand sich fast die gesamte Kaffeeproduktion der Gegend in deutschen Händen.

### Paraguay
Der kleine Ort Nueva Germania in Paraguay zeugt heute noch von einem Versuch aus rassistischen Beweggründen mit einer Handvoll deutscher Siedler Ende des 19. Jahrhunderts eine Art Zufluchtsort für die „arische Rasse“ in Südamerika aufzubauen.

### Chile
siehe Hauptartikel Deutsche Minderheit in Chile
Etwa 700.000 (4 %), Chilenen stammen von Deutschen ab, für rund 150.000 bis 200.000 ist deutsch auch heute noch die Muttersprache. 
Deutsche Siedlungen wurden in der Zona Sur in Südchile errichtet.

### Nicaragua
Um 1850 kam es zur Gründung deutscher Siedlungen in Nicaragua.

### Venezuela
1843 wanderten 358 Bürger aus der Gegend des Kaiserstuhls über Le Havre nach Venezuela aus, vornehmlich aus Endingen am Kaiserstuhl, Forchheim (Kaiserstuhl), Wyhl und Oberbergen. Dort wurden sie nach einigen Wirren an ihrem heutigen Ort angesiedelt. Die Bauern pflanzten Gemüse und Obst an und brauten auch das erste Bier Venezuelas; sie bauten ihre Häuser im Fachwerkstil. Die Dorfgemeinschaft blieb bis 1942 mit eigenen Gesetzen unter sich und geriet nach und nach in Vergessenheit.